# Родниковский (Новоаннинский район)
Родниковский — хутор в Новоаннинском районе Волгоградской области России. Входит в состав Староаннинского сельского поселения. Население 139 человек (2010).

## География
Расположен в северо-западной части области. Хутор состоит из двух обособленных кварталов.
Уличная сеть состоит из трёх географических объектов: ул. Луговая, ул. Речная, ул. Чибисы.
Абсолютная высота 80 метров над уровня моря.

## Население
| 2010 |
| ---- |
| 139  |

Гендерный состав
По данным Всероссийской переписи населения 2010 года в гендерной структуре населения из 139 человек мужчин — 70, женщин — 69 (50,4 49,6 % соответственно).
Национальный состав
Согласно результатам переписи 2002 года, в национальной структуре населения
русские составляли 96 % из общей численности населения в 93 человека

## Инфраструктура
Личное подсобное хозяйство.

## Транспорт
стоит на автодороге «Самойловка (Саратовская область) — Елань — Преображенская — Новоаннинский -
Алексеевская — Кругловка — Шумилинская (Ростовская область) (в границах территории Волгоградской области)» (идентификационный номер 18 ОП РЗ 18К-6) (Постановление Администрации Волгоградской обл. от 24.05.2010 N 231-п (ред. от 26.02.2018) «Об утверждении Перечня автомобильных дорог общего пользования регионального или межмуниципального значения Волгоградской области»).
Остановка общественного транспорта «хутор Родниковский».
Просёлочные дороги.